# Лицентский вокзал
Лицентский (нем. Lizentbahnhof) или Пиллауский (нем. Pillauer Bahnhof) вокзал — существовавший в Кёнигсберге (ныне Калининград) железнодорожный вокзал.

## История
Вокзал был открыт в 1865 году для обслуживания поездов в Пиллау (ныне Балтийск), отсюда и название. Другое название вокзала (Лицентский) связано с тем, что находился он на улице Лицентграбенштрассе (нем. Lizentgrabenstrasse в районе Лаак, примерно соответствует улице Мариупольской между Московским проспектом и набережной Баграмяна) в районе Лаак.
В 1882 году был построен железнодорожный мост через Прегель, который связал Лицентский вокзал с Восточным вокзалом.
В 1895 году Лицентский вокзал стал одним из конечных пунктов первой линии кёнигсбергского электрического трамвая. Эта линия, связавшая вокзал с Новым рынком (Нойермаркт, несколько восточнее нынешнего памятника военным морякам) начала работать 31 мая 1891 года.
В конце двадцатых годов была проведена реконструкция кёнигсбергского железнодорожного узла, в ходе которой Южный и Восточный вокзалы были заменены Главным вокзалом (ныне — Калининград-пассажирский), а Кранцевский и Земландский — Северным вокзалом. Между этими двумя вокзалами была построена соединительная железная дорога, проходившая по новому Райхсбанскому мосту (ныне Двухъярусный мост). Реконструкция была завершена в 1929 году. После этого Лицентский вокзал стал функционировать только как грузовая станция, утратив функцию пассажирского вокзала. После Второй мировой войны проходившая через вокзал железнодорожная ветка перестала использоваться и была законсервирована. Эта ветка шла от моста (рядом с Музеем Мирового океана, проходила через дворы домов, расположенных между Московским проспектом и набережной Баграмяна, пересекала Московский проспект и, проходя через Железнодорожные ворота, сливалась с действующими железнодорожными путями.
- Рядом с Музеем Мирового океана
- Примерно на месте бывшего вокзала
- Пересечение с Московский проспектом

| - Глухое пересечение со служебной трамвайной линией (бывшая трасса маршрутов 9 и 10) | - Примерно на месте бывшего вокзала |

Кроме этого железнодорожного пути никаких следов станции не сохранилось.
В настоящее время ветка ликвидирована, в некоторых местах от неё остались шпалы, утопленные в почву, и короткие отрезки рельсов.

## Описание
Комплекс станционных зданий состоял из трёхэтажного вокзального здания с залом ожидания и служебными помещениями, примыкавшего к нему здания Главного таможенного управления и нескольких хозяйственных построек. Станция имела пути для отстоя паровозов и вагонов. Станция была связана с железнодорожными путями в Ластадии (районе портовых складов, примерно на месте нынешнего спорткомплекса «Юность»).